# Daniel Anguiano Munguito
Daniel Anguiano Munguito (Haro, 11 de desembre de 1882 – Mèxic DF, 12 d'agost de 1963) va ser un polític i sindicalista socialista i comunista espanyol, diputat a Corts Espanyoles durant la restauració borbònica.

## Biografia
Va néixer a Haro l'11 de desembre de 1882. Havia militat prèviament en el Partit Republicà Federal, va ingressar en el Partit Socialista Obrer Espanyol en 1905.
Treballà com a ferroviari, va ingressar aviat en la Unió General de Treballadors i fou participant actiu en la vaga general de 1917 que va finalitzar amb una dura repressió per part de les forces de seguretat. Detingut al costat de Largo Caballero, Andrés Saborit Colomer i Julián Besteiro, va ser condemnat a cadena perpètua i reclòs en el penal de Cartagena. En aquest temps era també subsecretari del PSOE. Després de ser elegit diputat per València a les eleccions generals espanyoles de 1918, va ser excarcerat.
Gerald H. Meaker assenyala que, encara que era «admirat pel seu caràcter», Anguiano disposava d'escasses qualitats com a orador.
Durant el seu viatge a la conferència de la Segona Internacional que se celebraria a Rotterdam en 1920, va ser sorprès per la policia holandesa en possessió d'una carta en la qual se sol·licitava finançament al Komintern per difondre propaganda tercerista a Espanya, i raó per la qual fou detingut. Va participar, al costat de Fernando de los Ríos, en la comissió enviada pel Partit Socialista Obrer Espanyol a la Unió Soviètica per a avaluar la incorporació o no a la Internacional comunista. En el seu informe posterior —en contraposició a De los Ríos— va oferir un informe en general positiu, excepte alguna reserva, del vist en la Rússia soviètica. El Congrés del PSOE de 1921 va rebutjar les tesis d'Anguiano, cosa que va suposar la creació del Partit Comunista Obrer Espanyol, al qual es va incorporar.
Després de la Guerra Civil es va exiliar a França per, després d'un llarg periple per Europa i Amèrica, acabar els seus dies a Mèxic.